# MNK FC Split Tommy (žene)
MNK FC "Split Tommy"" (FC Split Tommy; Split Tommy; Split) je bio ženski futsal (malonogometni) klub iz Splita, Splitsko-dalmatinska županija, Republika Hrvatska. 

## O klubu
Ženska ekipa MNK "Split" (tada pod sponzorskim nazivom "Split Tommy") je osnovana 2014. godine u suradnji "MNK Split" i ŽNK "Split", koji je ustupio igračice.   
Ženska ekipa je nastupala u "1. HMNL za žene", te je bila prvak u sezoni 2015./16.,

  
a doprvak 2017./18. 
 
Ženska ekipa je također nastupala na raznim turnirima.  

## Uspjesi
1. HMNL za žene
- prvak: 2015./16.
- doprvak: 2017./18.

## Plasmani po sezonama
| sezona      | rang        | liga            | poz.        | klubova u ligi | ut          | pob         | ner         | por         | gol+        | gol-        | bod         | doigravanje | napomena         | izvori      |
| Split Tommy | Split Tommy | Split Tommy     | Split Tommy | Split Tommy    | Split Tommy | Split Tommy | Split Tommy | Split Tommy | Split Tommy | Split Tommy | Split Tommy | Split Tommy | Split Tommy      | Split Tommy |
| ----------- | ----------- | --------------- | ----------- | -------------- | ----------- | ----------- | ----------- | ----------- | ----------- | ----------- | ----------- | ----------- | ---------------- | ----------- |
| 2015./16.   | I.          | 1. HMNL za žene | 1.          | 9 (10)         | 8           | 7           | 1           | 0           | 42          | 3           | 22          |             | igrano turnirski |             |
| 2016./17.   | I.          | 1. HMNL za žene | 3.          | 9 (10)         | 8           | 6           | 0           | 2           | 42          | 9           | 18          |             | igrano turnirski |             |
| 2017./18.   | I.          | 1. HMNL za žene | 2.          | 10             | 9           | 8           | 0           | 1           | 70          | 18          | 24          | doprvakinje | igrano turnirski |             |
|             |             |                 |             |                |             |             |             |             |             |             |             |             |                  |             |

## Unutarnje poveznice
- MNK Split
- ŽNK Split

## Vanjske poveznice
- fcsplit.com, Žene  Arhivirana inačica izvorne stranice od 16. siječnja 2020. (Wayback Machine)
- FC Split, facebook stranica
- crofutsal.com, Ženski futsal